# Ramón Cuéllar y Altarriba
Ramón Félix Cuéllar y Altarriba (Zaragoza, 20 de septiembre de 1777 - Santiago de Compostela, 7 de enero de 1833) fue un compositor de música español y maestro de capilla de la catedral de Zaragoza, La Seo, y de Oviedo.

## Vida
Cuéllar se educó en el colegio de infantes de La Seo, donde comenzó sus estudios en 1787 bajo el maestro Francisco Javier García Fajer, maestro de capilla natural de Nalda y conocido en Italia con el sobrenombre del Spagnoletto. Su talento llevó a que en 1792 fuera nombrado contrabajista de la Seo, poco después organista de la catedral de Roda de Isábena, sin oposición, y finalmente la plaza del segundo organista de la Seo, también sin oposición. Ya a los 17 años, en 1794, se presentó a las oposiciones a maestro de capilla de la catedral de Teruel, en la que queda segundo de tres participantes, mereciendo alguna distinción del tribunal. Continuó sus estudios musicales, comenzando sus actividades como compositor, y los complementa con los necesarios para ordenarse de sacerdote, que consigue el 30 de marzo de 1805 en Zaragoza.

### Maestría en Huesca y Zaragoza
Durante la Guerra de Independencia Española se refugió en Huesca, con su familia. Allí le dieron la plaza de maestro de capilla de la catedral de Huesca, sin oposición. En 1812, tras la muerte del maestro de capilla de la catedral de Zaragoza, García Fajer, ganó las oposiciones del puesto, pasando a ser no sólo maestro de capilla, sino también organista y rector del Colegio de Infantes.
Su fama llegó al rey Fernando VII, que lo había escuchado en la Seo, lo que llevaría a una estancia en Madrid en 1815, en la que, el 31 de octubre, consigue el título de «músico honorario de la real cámara». Sin embargo, su orientación política liberal unido a una delicada salud, hicieron que tuviera que abandonar Zaragoza.

### Maestría en Oviedo y organista en Santiago
Se presentó a las oposiciones de maestro de capilla de la catedral de Oviedo, que ganó en 1817. Tampoco pudo quedarse en Oviedo; su conocido liberalismo durante el Trieno liberal y los acontecimientos de 1823 llevaron a enfrentamientos que finalmente desembocaron en la pérdida de la plaza por «revolucionario» en octubre de 1823. Intentó presentarse a las oposiciones a maestro de capilla de la catedral de Santiago de Compostela en noviembre del mismo año, pero renunció. En 1828 aceptó el puesto de organista primero de la catedral de Santiago de Compostela. Se presentó en 1832 al magisterio de la catedral de Burgos, pero perdió las oposiciones frente a Francisco Reyero.
Murió en Santiago de Compostela en 1833, a los 55 años, aquejado de diversas enfermedades crónicas, desilusionado, amargado y envejecido.

## Obra
La obra de Cuéllar está influenciada por Paisiello y resulta muy avanzada para su época.
Escribió vísperas, dos misas, una de ellas de réquiem, una nona y otras obras menores. Hasta hace poco, sólo habían sido impresas las obras Lauda Sion y Gloria del Psalmo 132. En 2016 se publican tres de sus Villancicos polifónicos (Susana Sarfson y Rodrigo Madrid Gómez, Institución Fernando el Católico, Zaragoza): «Un colegial linajudo», «Al Portal vienen hoy» y «¿Qué haces, Gil?» cuyos manuscritos se conservan en la Catedral de Huesca: obras para orquesta, coro y solistas.
También fue autor de numerosos villancicos polifónicos y de villancicos-cantanta.